# Phaeognathus hubrichti
Genre
Espèce
Statut de conservation UICN

 EN B1ab(iii)+2ab(iii) : En danger
Phaeognathus hubrichti, unique représentant du genre Phaeognathus, est une espèce d'urodèles de la famille des Plethodontidae.

## Répartition
Cette espèce est endémique d'Alabama aux États-Unis.

## Étymologie
Cette espèce est nommée en l'honneur de Leslie Raymond Hubricht.

## Galerie

Phaeognathus hubrichti
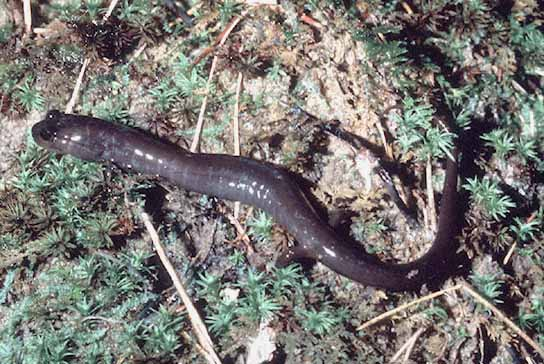
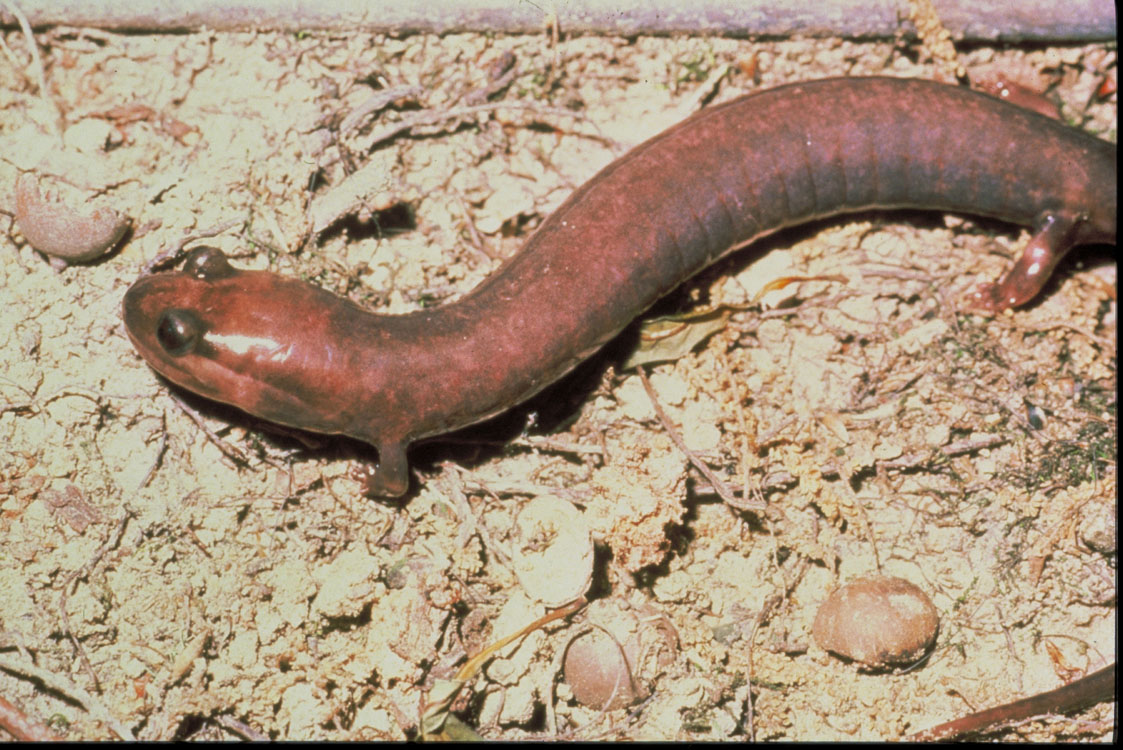

## Publication originale
- Highton, 1961 : A new genus of lungless salamander from the coastal plain of Alabama. Copeia, vol. 1961, no 1, p. 65-68.